# Ostericum sieboldii
Ostericum sieboldii är en flockblommig växtart som först beskrevs av Friedrich Anton Wilhelm Miquel, och fick sitt nu gällande namn av Takenoshin Nakai. Ostericum sieboldii ingår i släktet Ostericum och familjen flockblommiga växter.

## Underarter
Arten delas in i följande underarter:
- O. s. hirsutum
- O. s. hirsutum
- O. s. praeteritum
- O. s. sieboldii

## Bildgalleri

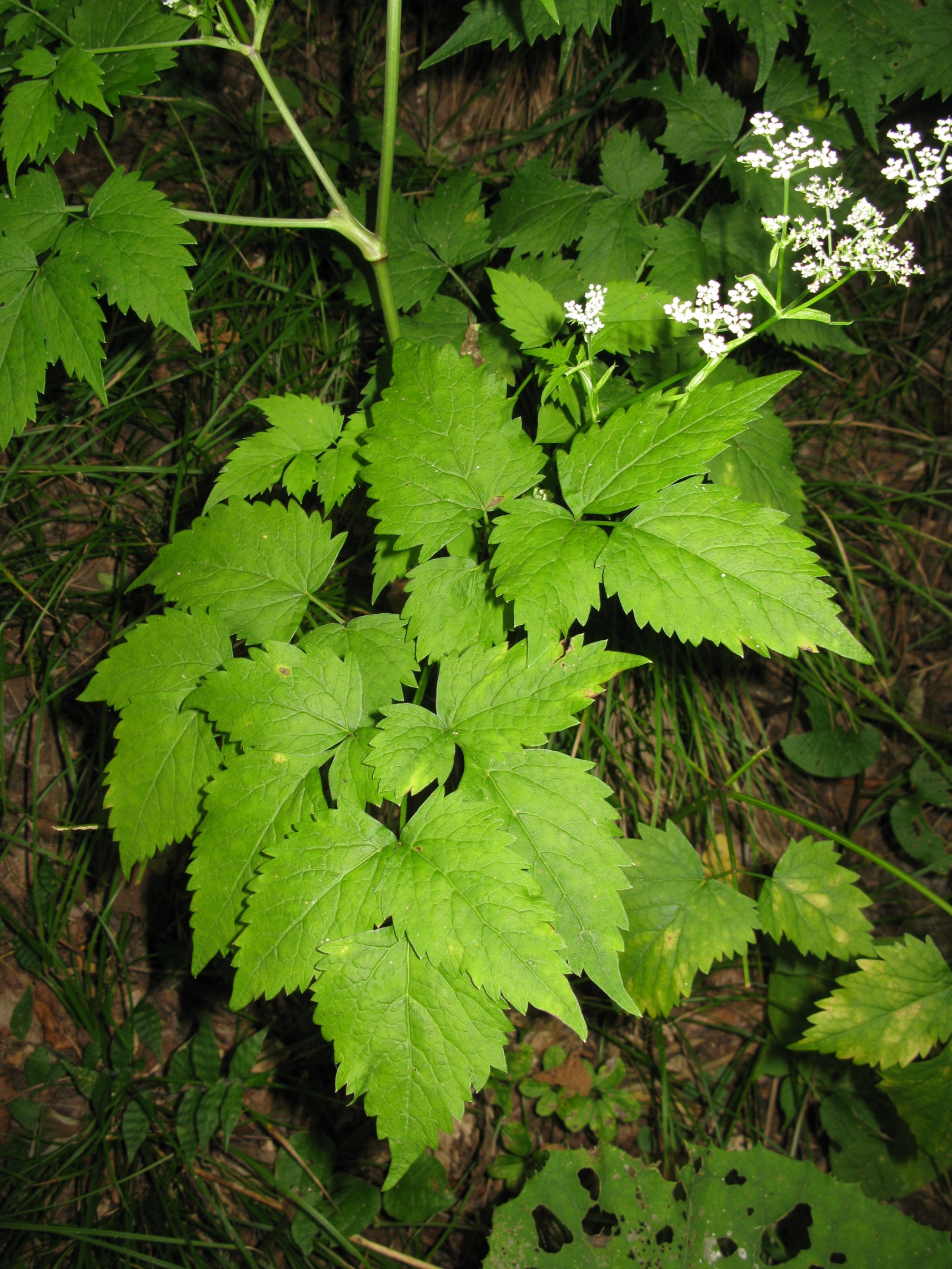
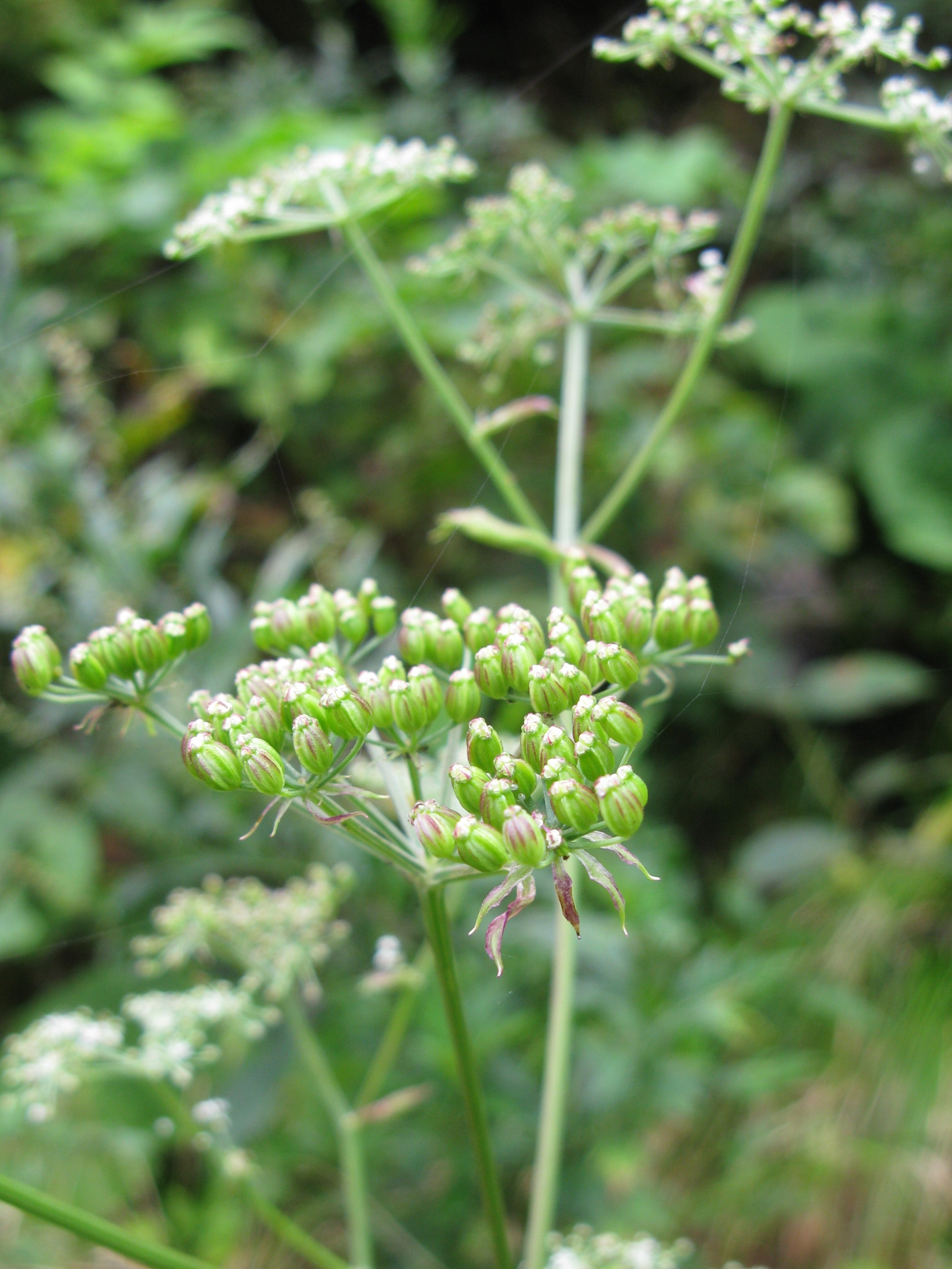
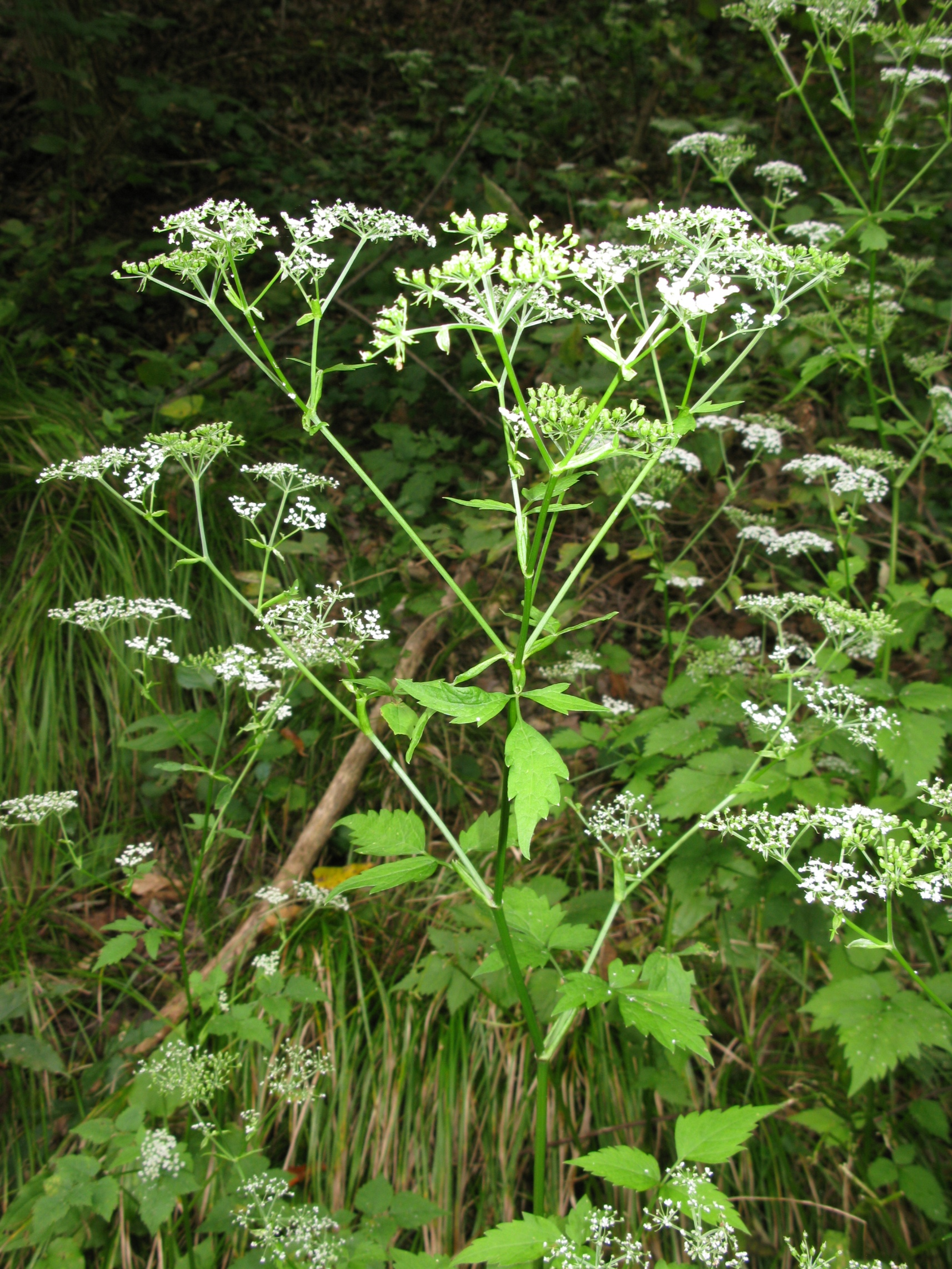